# Henrich Mchitarjan
Henrich Mchitarjan (hɛnˈɾiχ mχitʰɑˈɾjɑn) (armenisch Հենրիխ Մխիթարյան; * 21. Januar 1989 in Jerewan, Armenische SSR, Sowjetunion), meist Henrikh Mkhitaryan, ist ein armenischer Fußballspieler, der bei Inter Mailand unter Vertrag steht. Er spielte von 2007 bis 2021 insgesamt 95-mal für die armenische Nationalmannschaft und war zuletzt deren Mannschaftskapitän.

## Familie
Henrich Mchitarjan wurde 1989 im damals noch sowjetischen Jerewan geboren. Sein Vater Hamlet Mchitarjan war ebenfalls professioneller Fußballspieler und spielte mehrere Jahre lang beim FC Ararat Jerewan in der Wysschaja Liga, der höchsten Liga der Sowjetunion. Seine Mutter ist Sportfunktionärin. 1989 zog die Familie nach Frankreich, da sein Vater einen Vertrag beim französischen Club ASOA Valence erhalten hatte. 1996, als Mchitarjan sieben Jahre alt war, starb sein Vater an einem Hirntumor. Kurz zuvor war die Familie wieder nach Armenien zurückgekehrt.

## Karriere

### Im Verein

#### Jugend und Aufstieg zum Profi
Mchitarjan begann als Sechsjähriger in der Jugendabteilung des FC Pjunik Jerewan mit dem Fußballspielen und durchlief bis zum 17. Lebensjahr alle Jugendabteilungen des Vereins. Es folgten drei Spielzeiten bei den Profis in der Bardsragujn chumb, der höchsten Spielklasse Armeniens. Im Alter von vierzehn Jahren absolvierte Mchitarjan ein Probetraining beim brasilianischen Spitzenklub FC São Paulo. Dort spielte er kurzzeitig mit Hernanes, Lucas und Oscar zusammen.

#### Wechsel in die Ukraine

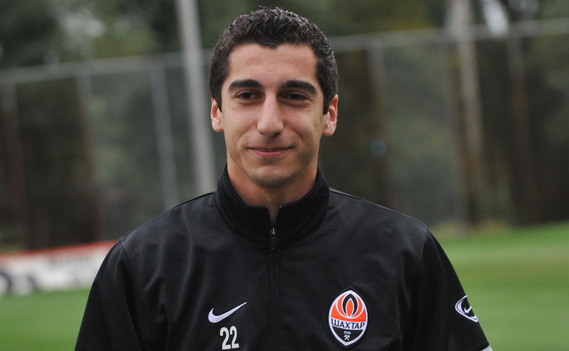
Als Spieler von Schachtar Donezk, 2010

Danach wechselte er in die Ukraine und absolvierte eine Spielzeit für den Erstligisten Metalurh Donezk und ab 2010 drei Saisons für den Ligakonkurrenten und Lokalrivalen Schachtar Donezk. Am 28. September 2010 debütierte er beim 3:0-Sieg über Sporting Braga in der Champions League.

#### Borussia Dortmund
Im Juli 2013 verpflichtete Borussia Dortmund Mchitarjan für eine Ablösesumme von 27,5 Mio. Euro vom amtierenden ukrainischen Meister Schachtar Donezk. Er war damit die bis dato teuerste Spielerverpflichtung in der Dortmunder Vereinsgeschichte. In seinem dritten Bundesliga-Spiel am 1. September 2013 bei Eintracht Frankfurt (2:1) entschied er mit seinen ersten zwei Bundesligatreffern das Spiel für Borussia Dortmund. In seiner ersten Saison bei Dortmund erreichte er das Viertelfinale der Champions League gegen Real Madrid, gegen die die Borussia nach einem 0:3 in Madrid und einem 2:0 im Rückspiel ausschied.

#### Manchester United
Zur Saison 2016/17 wechselte Mchitarjan für eine Ablösesumme von 42 Mio. Euro in die Premier League zu Manchester United und stellte damit erneut einen Rekord als der bisher teuerste Transfer der BVB-Vereinshistorie auf. Gleichzeitig wurde in der Bundesliga noch nie ein Spieler mit nur einem Jahr Rest-Vertragslaufzeit für so viel Geld verkauft.

#### FC Arsenal
Am 22. Januar 2018 wechselte Mchitarjan im Tausch mit Alexis Sánchez zum FC Arsenal. Er kam am 30. Januar 2018 im Ligaspiel gegen Swansea City nach einer Einwechslung zu seinem ersten Einsatz. In seinem ersten Heimspiel für Arsenal, einem 5:1-Erfolg über den FC Everton, bereitete er drei Treffer vor.
Wegen des Konflikts zwischen Armenien und Aserbaidschan flog Mchitarjan im Mai 2019 aus Sicherheitsgründen nicht mit nach Baku zum Finale der UEFA Europa League, welches Arsenal letztendlich gegen den FC Chelsea verlor.

#### AS Rom
Am 2. September 2019 wechselte Mchitarjan für drei Millionen Euro auf Leihbasis in die italienische Serie A zur AS Rom. Er ist damit der erste armenische Fußballer in der Liga. Mchitarjan spielte in seiner ersten Saison 22-mal (16-mal von Beginn) in der Liga und erzielte 9 Tore.
Vor der Saison 2020/21 löste Mchitarjan seinen Vertrag mit dem FC Arsenal auf und wechselte fest zur AS Rom.

### Nationalmannschaft

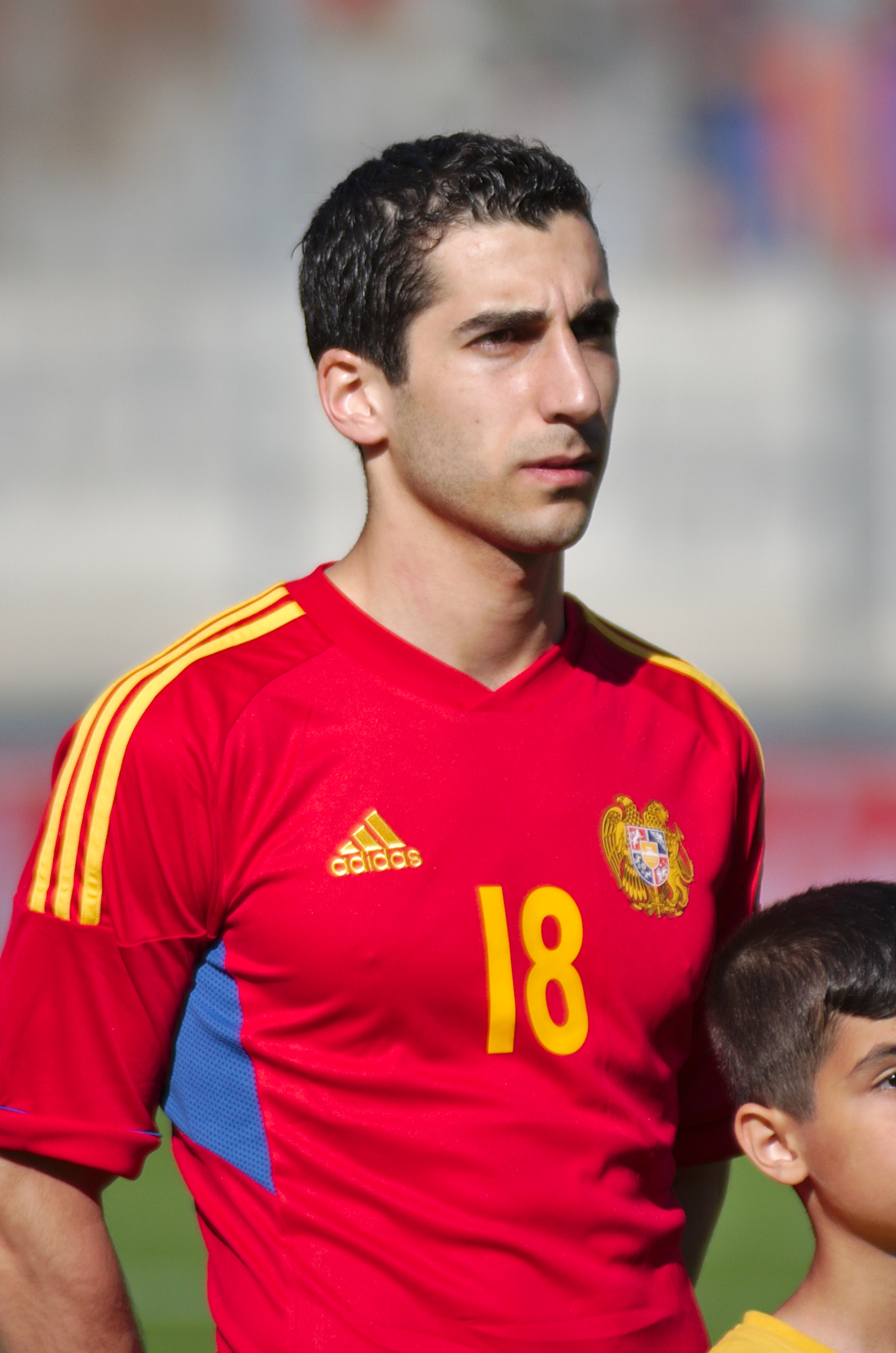
Im Trikot der Nationalmannschaft, 2014

Nachdem Mchitarjan für die U-17-, U-19- und U-21-Nationalmannschaft seines Landes zum Einsatz gekommen war, debütierte er am 14. Januar 2007 in der A-Nationalmannschaft Armeniens. Beim 1:1 im Testländerspiel gegen die Auswahl Panamas wurde er für Armen Schahgeldjan in der 60. Minute eingewechselt. Seit dem 15. Oktober 2013 ist er Rekordtorschütze der Armenier. Beim 7:1-Rekordsieg am 28. Mai 2016 gegen Guatemala erzielte er als erster Spieler Armeniens drei Tore in einem Länderspiel. Am 3. März 2022 trat er aus der Nationalmannschaft zurück. Mit 95 Länderspielen ist er der am zweithäufigsten eingesetzte Spieler, seine 32 erzielten Tore machen ihn zum Rekordtorschützen Armeniens.

## Erfolge
FC Pjunik Jerewan
- Armenischer Meister (4): 2006, 2007, 2008, 2009
- Armenischer Pokalsieger (1): 2009
- Armenischer Supercupsieger (3): 2006, 2007, 2009

Schachtar Donezk
- Ukrainischer Meister (3): 2011, 2012, 2013
- Ukrainischer Pokalsieger (3): 2011, 2012, 2013

Borussia Dortmund
- DFB-Pokal-Finalist (3): 2014, 2015, 2016
- DFL-Supercupsieger (2): 2013, 2014

Manchester United
- UEFA-Europa-League-Sieger: 2017
- Englischer Supercupsieger: 2016
- Englischer Ligapokalsieger: 2017

AS Rom
- UEFA-Conference-League-Sieger: 2022

Inter Mailand
- Italienischer Meister 2024
- Italienischer Pokalsieger: 2023

## Auszeichnungen
- Armeniens Fußballer des Jahres (8): 2009, 2011, 2012, 2013, 2014, 2015, 2016, 2017, 2019 und 2020
- Mitglied der VDV 11: 2015/16
- DFB-Pokal-Torschützenkönig: 2016
- Torschützenkönig der Premjer-Liha: 2012/2013 (mit 25 Toren, Rekordwert)
- Bester ausländischer und bester Spieler der ukrainischen Premjer-Liha: 2012
- Einstufung als Weltklasse in der Rangliste des deutschen Fußballs: Winter 2015/16
- Bester Spieler der Bundesliga-Saison 2015/16 (gewählt durch Profis)[22]

## Sonstiges
Mchitarjan spricht neben Armenisch auch Russisch, Englisch, Französisch, Portugiesisch und Deutsch.
Falls Mchitarjan kein Fußballspieler geworden wäre, hätte er nach eigenen Angaben eine Laufbahn als Sprinter eingeschlagen.